# Rahsegler

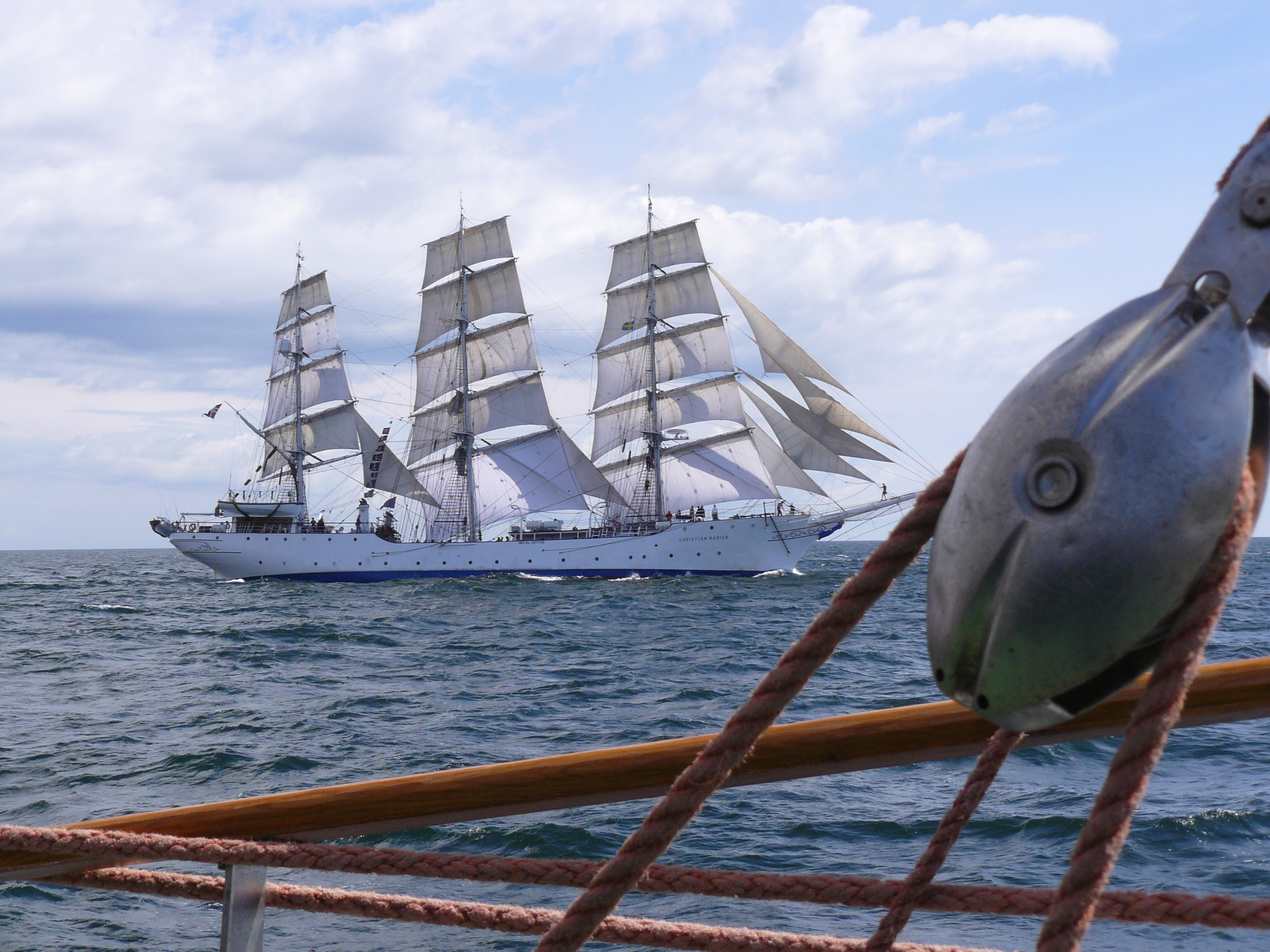
Rahsegler Christian Radich

Ein Rahsegler ist ein Segelschiff mit einem  oder mehreren voll getakelten Masten. Bei mindestens drei vollständig rahgetakelten Masten handelt es sich um ein Vollschiff.
Als voll getakelt werden Masten bezeichnet, die nur Rahen und Rahsegel führen. Im Gegensatz dazu stehen Schratsegel, beispielsweise bei der Schonertakelung.